# دانکن کنوورتی
دانکن کنوورتی (انگلیسی: Duncan Kenworthy؛ زادهٔ ۱۹۴۹) تهیه‌کننده اهل انگلستان است.
وی که دانش‌آموخته کالج مسیح دانشگاه کمبریج است، به‌همراه اندرو مک‌دانلد از پایه‌گذاران دی‌ان‌ای فیلمز بوده‌اند.

## فیلم‌شناسی
- ۱۹۸۸: قصه‌گو
- ۱۹۹۴: چهار عروسی و یک تشییع جنازه
- ۱۹۹۵: Lawn Dogs
- ۱۹۹۹: ناتینگ هیل
- ۲۰۱۱: The Parole Officer
- ۲۰۰۳: در واقع عشق
- ۲۰۱۱: عقاب
- ۲۰۱۶: The Pass